# ميخائيل ماركس
ميخائيل ماركس (بالإنجليزية: Michael Marks)‏ (23 مارس 1968 في المملكة المتحدة - ) هو لاعب كرة قدم بريطاني في مركز الهجوم. لعب مع نادي ليتون أورينت ونادي ميلوول ونادي مانسفيلد تاون ونادي فيشر أثليتيك.